# Hartnid III. (Wildon)

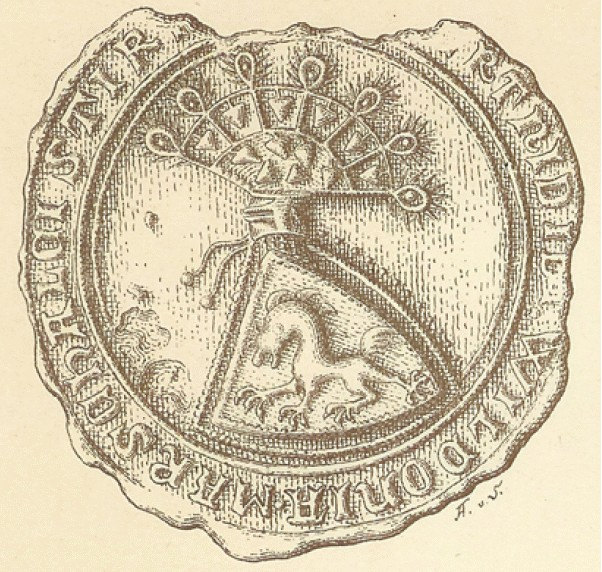
Siegel Hartnids

Hartnid III. (Hertnid, Hertnit, Hertneid) (* wohl 1246; † um 1302) aus dem Hause der Herren von Wildon war steirischer Ministeriale.

## Leben
Hartnid war der jüngste Sohn Ulrichs I. und vertrat mit seinem Bruder Herrand II. die politische Linie des Vaters.
1268, nach dem unglücklichen zweiten Preußenzug König Ottokars, war die Stimmung im steirischen Lager im Keller und Friedrich von Pettau beschuldigte Graf Bernhard von Pfannberg des geplanten Verrates. Auch Hartnid geriet neben anderen in Verdacht und wurde in Breslau vor dem König der Verschwörung bezichtigt; sein Bruder Herrand wollte ihn verteidigen, doch letztlich landeten alle im Kerker. Die Wildonier (laut Ottokars Reimchronik Herrand, laut Gregor Hagen Hartnid) mussten ihre Burgen Eppenstein, Primaresburg und Burg Alt-Gleichenberg ausliefern, von denen die letzten beiden gebrochen wurden. Nach 26 Wochen Haft wurden die beiden entlassen.
Jedenfalls suchte Hartnid 1274/75 den Kontakt mit König Rudolf und musste deshalb vor König Ottokars Rache landesflüchtig werden. Beim Reiner Schwur 1276 war er nicht dabei, sehr wohl aber bei der Vertreibung Ottokars aus der Steiermark. 1277 wurde er mit dem steirischen Marschallamt ausgezeichnet, mit dem Burg und Herrschaft Frauheim/Fram (sw. Maribor) und Güter im Sölktal verbunden waren.
1291 unterstützte Hartnid Herzog Albrecht noch gegen die Güssinger Grafen (Güssinger Fehde), doch nach König Rudolfs Tod brach in der Steiermark eine politische Krise aus: Herzog Albrecht wollte die verbrieften Landesfreiheiten nicht bestätigen und sein Landeshauptmann Abt Heinrich von Admont bedrückte den steirischen Adel. Die Aufständischen – voran Hartnid von Wildon und Friedrich von Stubenberg, auch Graf Ulrich von Heunburg – gewannen Erzbischof Konrad und den Bayernherzog Otto III. als Verbündete und konnten sich vieler Schlösser bemächtigen, wurden aber vor Bruck – hier war Hartnids gleichnamiger Sohn im Einsatz – durch Hermann von Landenberg, Albrechts Feldherrn, hingehalten. Da kam Albrecht trotz des tiefen Schnees auf dem Semmering, über den hunderte von Bauern einen Weg bahnen mussten, zum Entsatz herbei, und die Belagerer mussten aufgeben. Herzog Albrecht kehrte als Sieger seine Großmut hervor, bestätigte den Steirern am 20. März 1292 zu St. Veit ihre Rechte und tauschte den Landeshauptmann aus.
Hartnid musste zur Deckung seiner Kriegsaufwendungen 1292 Gleichenberg an die Walseer verpfänden (die Herrschaft wurde 1302/12 endgültig an diese verkauft). Noch schlimmer erging es Hartnid mit seiner Stammfeste Alt-Wildon: Er musste sie 1294 als Entschädigung an Herzog Albrecht verkaufen und im Gegenzug Eibiswald zu Lehen nehmen. Seine Burg Waldstein musste er ebenso 1294 für drei Jahre an den Landesfürsten abtreten.
Mit dem Verlust seines Stammsitzes war der Niedergang seines Geschlechtes eingeleitet. In der Folge war er ein treuer Diener seines Herrn: 1289 in Nürnberg als Marschall der Steiermark an der Spitze der steirischen Ministerialen bei der Belehnung der Söhne des nunmehrigen Königs Albrecht I., Rudolf, Friedrich und Leopold, mit den habsburgischen Erblanden.

### Privates
Nach dem Tode Reimberts von Mureck 1240 fiel ihm das Dorf Laubegg zu, das er 1302 an Bischof Ulrich von Seckau weitergab, um von ihm damit belehnt zu werden.
1278 verkaufte Hartnid eine angefangene Burg in Sebach (Weinburg) und Eigengüter in Swarza (Ober-, Unterschwarza) und Weytratsvelde (Weitersfeld an der Mur) an Bischof Bernhard von Seckau und nahm sie von ihm zu Lehen.
1292 erwarb er das Neue Haus (Neu-Wildon) als Salzburger Lehen.

## Familie
Hartnid III. war mit einer Agnes verheiratet. Nachkommen:
- Richer
- Hartnid IV. († 1325), 1302–1325 „Marschall der Steiermark“
- Ullein/Ulrich III.
- Elisabeth